# Sassouma Bereté
Sassouma Bereté (o Berete) fue la primera esposa del rey de Malí del siglo XIII Naré Maghann Konaté, padre de Sundiata Keita primer emperador del Imperio de Malí. Todo lo que se sabe sobre Sassouma proviene de la Epopeya de Sundiata, transmitida por griots Mandinga desde el siglo XIII.
Como co-esposa de Sogolon Kondé, se dice que estaba muy resentida con Sogolon y la humillaba abiertamente por dar a luz a un hijo deformado (Sundiata Keita). Después de la muerte de Naré Maghann, Sassouma decidió usurpar el trono para su propio hijo, Dankaran Tuman, y así conspiró con su hijo para matar a Sundiata Keita. Sogolon, temiendo por la seguridad de sus hijos, dejó Niani y vivió en el exilio con sus hijos. En la épica, Sassouma Bereté es considerada como "políticamente ambiciosa" y una "esposa despreciada" que contraviene las normas sociales de la sociedad Mande. Sin embargo, también es vista como una mujer bastante fuerte que ha jugado un papel importante en la sucesión de su hijo al trono.